# Pré-candidaturas e primárias das eleições presidenciais francesas de 2017

## Bela Aliança Popular
A Bela Aliança Popular (BAP) é uma iniciativa lançada por Jean-Christophe Cambadélis, primeiro-secretário do Partido Socialista (PS), com o objetivo de criar uma federação unificada de esquerda envolvendo todos os partidos e forças políticas progressistas em um processo de primárias presidenciais abertas, no qual todos os eleitores franceses poderiam votar, independentemente de filiação partidária. Sua criação foi anunciada no dia 13 de abril de 2016.
No momento do lançamento da BAP, ainda existiam especulações sobre uma possível candidatura à reeleição do presidente François Hollande. Nesse contexto, as críticas de diversos partidos à possível presença do chefe de Estado nas primárias, somadas a insatisfações com a forma como o PS conduziu o processo de prévias, levaram diversos atores políticos a recusar a participar das mesmas, virtualmente restringindo sua amplidão. Ao longo de 2016, grupos políticos que chegaram a afirmar a necessidade de primárias unificadas da esquerda, como o Partido de Esquerda (PG), o Partido Comunista Francês (PCF) e os ecologistas (EELV), assim como o pré-candidato independente Emmanuel Macron, anunciaram que não integrariam a Bela Aliança Popular.
Diante da divisão da esquerda e de um índice baixo de aprovação, o presidente François Hollande declarou não se apresentar à reeleição em 1º de dezembro de 2016, primeiro dia de inscrição das primárias de seu campo político. Na ocasião, Hollande afirmou que sua candidatura não seria capaz de reunir os setores progressistas, favorecendo a vitória do conservadorismo ou do extremismo de direita.
Sete candidatos se inscreveram nas primárias da BAP. Entre os candidatos socialistas figurava o ex-primeiro-ministro Manuel Valls, que oficializou sua campanha e se afastou do governo em 5 de dezembro de 2016. Entre os outros candidatos estavam os socialistas Arnaud Montebourg, antigo ministro da Economia, e dois antigos ministros da Educação, Vincent Peillon e Benoît Hamon. Os três exerceram suas funções a presidência de François Hollande, mas tornaram-se críticos do que julgam ter sido um abandono dos valores progressistas pelo governo.
Houve três candidatos fora dos quadros socialistas: François de Rugy, do pequeno Partido Ecologista, Jean-Luc Bennahmias, do grupo Frente Democrática, e Sylvia Pinel, antiga ministra da Habitação de François Hollande, do Partido Radical de Esquerda (PRG). Membro fundador da Bela Aliança Popular, o PRG chegou a acusar o PS de monopolizar a iniciativa e utilizá-la para sobreviver politicamente, chegando a abandonar a aliança em junho de 2016 e oficializando a candidatura própria à presidência em 26 de novembro de 2016. Em 14 de dezembro de 2016, contudo, o PRG declarou que reintegraria a BAP, participando do processo de primárias.
O primeiro turno das primárias abertas da BAP para escolher seu candidato à presidência ocorreu no dia 22 de janeiro de 2017. O segundo turno, disputado no dia 29 de janeiro de 2017, opôs Benoît Hamon a Manuel Valls, sagrando o primeiro como vencedor.

### Resultados
| Candidatos             | Partido                | 1º Turno  | 1º Turno    | 2º Turno  | 2º Turno    |
| Candidatos             | Partido                | Votos     | %           | Votos     | %           |
| ---------------------- | ---------------------- | --------- | ----------- | --------- | ----------- |
| Benoît Hamon           | PS                     | 596 647   | 36,03 / 100 | 1 180 311 | 58,69 / 100 |
| Manuel Valls           | PS                     | 521 238   | 31,48 / 100 | 830 440   | 41,31 / 100 |
| Arnaud Montebourg      | PS                     | 290 070   | 17,52 / 100 |           |             |
| Vincent Peillon        | PS                     | 112 718   | 6,81 / 100  |           |             |
| François de Rugy       | PE *¹                  | 63 430    | 3,83 / 100  |           |             |
| Sylvia Pinel           | PRG                    | 33 067    | 2,00 / 100  |           |             |
| Jean-Luc Bennahmias    | FD *²                  | 16 869    | 1,02 / 100  |           |             |
|                        |                        |           |             |           |             |
| Votos válidos          | Votos válidos          | 1 634 039 | 98,69 / 100 | 2 010 751 | 98,46 / 100 |
| Votos brancos ou nulos | Votos brancos ou nulos | 21 880    | 1,31 / 100  | 31 450    | 1,54 / 100  |
| Votantes               | Votantes               | 1 655 919 | 100 / 100   | 2 042 201 | 100 / 100   |

*¹ PE = Partido Ecologista, em francês Parti écologiste.
*² FD = Frente Democrática, em francês Front démocrate.

## Em Marcha!
O movimento Em Marcha!, lançado por Emmanuel Macron, apresentará este outro antigo ministro da Economia de François Hollande como candidato à presidência. Macron já declarou que não participará de primárias abertas comuns da Bela Aliança Popular (BAP), organizada pelo Partido Socialista.

## França Insubmissa
Como em 2012, a aliança que reúne o Partido de Esquerda (PG) e o Partido Comunista Francês (PCF), antes chamada de Frente de Esquerda, apresentará o deputado europeu Jean-Luc Mélenchon como candidato a presidente. Formalmente, a candidatura de Mélenchon é constituída pelo movimento França Insubmissa, cujo objetivo é o uso das eleições presidenciais como pretexto para a defesa de uma "revolução cidadã" que instauraria uma nova Assembleia Constituinte e fundaria uma Sexta República.
A participação dos comunistas nesse movimento não foi consensual dentro do PCF. A posição favorável a tal iniciativa, defendida por Pierre Laurent, secretário nacional do PCF, chegou a ser revertida pelos órgãos dirigentes da agremiação, mas foi confirmada em apertada disputa interna na qual se pronunciaram os militantes do partido.

## Frente Nacional
Candidata à presidência em 2012 e líder da Frente Nacional (FN), Marine Le Pen será candidata do partido de direita no pleito de 2017. A agremiação não realizará prévias para a seleção de seu candidato.

## Os Republicanos
O principal partido de centro-direita da França, Os Republicanos (LR), organizou primárias nos dias 20 de novembro de 2016 (primeiro turno) e 27 de novembro de 2016 (segundo turno). O processo envolveu diversos partidos identificados com a direita e o centro. Tratou-se da primeira vez em que esse campo político realizou primárias abertas, possibilitando a participação de todos os eleitores do país, independentemente da filiação partidária. Se apresentaram sete candidaturas: Alain Juppé, Bruno Le Maire, François Fillon, Jean-François Copé, Jean-Frédéric Poisson, Nathalie Kosciusko-Morizet e Nicolas Sarkozy.
Salvo Jean-Frédéric Poisson, presidente do Partido Cristão-Democrata (PCD), todos os candidatos eram filiados ao grupo Os Republicanos. Segundo as regras internas desse partido, para participar do escrutínio, os candidatos precisavam obter apoio de pelo menos duzentos e cinquenta políticos eleitos, dentre os quais ao menos vinte parlamentares, divididos em pelo menos trinta departamentos franceses.
O segundo turno opôs François Fillon e Alain Juppé, sagrando o primeiro como vencedor.

### Resultados
| Candidatos                 | Partido                | 1º Turno  | 1º Turno    | 2º Turno  | 2º Turno    |
| Candidatos                 | Partido                | Votos     | %           | Votos     | %           |
| -------------------------- | ---------------------- | --------- | ----------- | --------- | ----------- |
| François Fillon            | LR                     | 1 890 266 | 44,08 / 100 | 2 919 874 | 66,49 / 100 |
| Alain Juppé                | LR                     | 1 224 855 | 28,56 / 100 | 1 471 898 | 33,51 / 100 |
| Nicolas Sarkozy            | LR                     | 886 137   | 20,66 / 100 |           |             |
| Nathalie Kosciusko-Morizet | LR                     | 109 655   | 2,56 / 100  |           |             |
| Bruno Le Maire             | LR                     | 102 168   | 2,38 / 100  |           |             |
| Jean-Frédéric Poisson      | PCD                    | 62 346    | 1,45 / 100  |           |             |
| Jean-François Copé         | LR                     | 12 787    | 0,30 / 100  |           |             |
|                            |                        |           |             |           |             |
| Votos válidos              | Votos válidos          | 4 288 214 | 99,77 / 100 | 4 391 772 | 99,70 / 100 |
| Votos brancos ou nulos     | Votos brancos ou nulos | 9 883     | 0,23 / 100  | 13 040    | 0,30 / 100  |
| Votantes                   | Votantes               | 4 298 097 | 100 / 100   | 4 404 812 | 100 / 100   |

* PCD = Partido Cristão-Democrata, em francês Parti chrétien-démocrate.